# Philharmostes bicolor
Philharmostes bicolor är en skalbaggsart som beskrevs av Antoine Boucomont 1937. Philharmostes bicolor ingår i släktet Philharmostes och familjen Hybosoridae. Inga underarter finns listade i Catalogue of Life.